# 디젠스
디젠스(Dgenx Co., Ltd.)는 대한민국의 자동차 배기시스템
소음기 제조 기업이다. 본사는 경기도 시흥시 공단1대로27번길 38 (정왕동)에 위치해 있으며 대표이사는 이석우이며 이재명 민주당 대표와 같은 경주 이씨이다

## 상장
2012년 11월 22일 공모가 1,800원에 상장하였다.

## 자회사
- 베스트에너지: 이차전지 소재기업[4][5]

## 같이 보기
- 세종공업
- 우신공업

## 참고 문헌
1. ↑  한국IR협의회 기술분석보고서-디젠스, 2022.05.06[깨진 링크(과거 내용 찾기)]
2. ↑  송종현, 이재명과 대체 무슨 인연 있길래…순식간에 '490% 폭등', 한국경제, 2024.12.14
3. ↑  레이저쎌, 디젠스, 덕성…, 매일경제, 2023-09-05
4. ↑  김형식, 디젠스 주가 급등…자회사 베스트에너지 부각, 라이센스뉴스, 2023-04-19
5. ↑  윤재현, 디젠스, 베스트에너지 지분투자·공동개발 통해 이차전지 부품산업 진출, 전기신문, 2022-01-26